# Condictio incerti
Die condictio incerti bezeichnet eine unter dem spätantiken Kaiser Iustinian entstandene bereicherungsrechtliche Klage des römischen Rechts.
In Abweichung zum strengrechtlichen Prinzip des klassischen Formularprozesses, der verlangte, dass die condictiones auf die Rückforderung „bestimmter Sachen“ (condictio certae rei) oder „bestimmter Summen“ (condictio certae pecuniae) zu richten waren, konnte der Gläubiger mit der condictio incerti Bereicherungen herausverlangen, die in keinem certum (festgesetzten, unbestreitbaren Wert) bestanden. In Betracht kamen Bereicherungen des Schuldners durch ungerechtfertigten Forderungserwerb oder dazu spiegelbildlich durch die Befreiung von Verbindlichkeiten.
Der Bereicherungsanspruch erschöpfte sich nicht in der Rechtssitte dare oportere (= es gehört sich zu geben), sondern verfolgte eine Pflicht zum Tätigwerden im Sinne von dare facere oportere (= es ist zu geben). Da eine Pflicht zum „Handeln“ (facere) bestand, konnte sich ein „Unterlassen“ haftungsbegründend, ebenso haftungsverschärfend auswirken. Ähnlich wie bei der actio ex stipulatu eines incertum nannte die Prozessformel den Verpflichtungsgrund.